# АЕС Альмарас
АЕС «Альмарас» (ісп. Central nuclear de Almaraz) — атомна електростанція в Іспанії у муніципалітеті Альмарас, що у провінції Касерес, Естремадура за 58 км на південний схід від міста Пласенсія. На річці Тагус, воду з якої використовують для охолодження, було споруджено водосховище Аррокампо, саме для цього.
АЕС має в своєму складі два реактора з водою під тиском (PWR) компанії Westinghouse.
7 червня 2010 року ліцензія на експлуатацію енергоблоків № 1 і № 2 АЕС «Альмарас» була продовжена на десять років до 8 червня 2020 року. До 2020 року, коли закінчиться термін дії ліцензії, блоки відпрацюють 39 і 37 років, відповідно. Дозволений в Іспанії термін експлуатації енергоблоків АЕС становить 40 років.
Виданий Радою з ядерної безпеки Іспанії ( CSN ) висновок містить ряд умови і додаткових заходів, які повинні бути виконані в разі продовження ліцензії, в тому числі заходів з модернізації різних систем АЕС. За даними CNAT, обсяг інвестицій на модернізацію та забезпечення безпеки АЕС «Альмарас», який був запланований на період 2009-2010 рр., склав 60 млн євро..
Вона складається з двох теплових реакторів (близько 1000 МВт кожен) — ісп. «Almaraz I» та ісп. «Almaraz II» типу PWR.
Будівництво розпочато у 1973 році, перший блок ісп. «Almaraz I» збудований у 1981 р., введений в експлуатацію у 1983 р.
З 2017 р. Іспанія схвалила створення сховища ядерних відходів в Альмарасі. 

## Інциденти
У травні 2003 року на АЕС Альмарас сталася аварія - перегрівався один з реакторів станції, через що він був зупинений на два місяці. Самі іспанські фахівці вирішити проблему з устаткуванням не змогли, в результаті ремонт виконували у Франції.
| Реактор     | Тип реактора | Потужність (нетто) | Потужність (брутто) | Початок будівництва | Закінчення будівництва | Введення в експлуатацію | Завершення експлуатації |
| ----------- | ------------ | ------------------ | ------------------- | ------------------- | ---------------------- | ----------------------- | ----------------------- |
| «Almaraz-1» | PWR          | 944 MW             | 977 MW              | 02.07.1973          | 01.05.1981             | 01.09.1983              | 2021                    |
| «Almaraz-2» | PWR          | 956 MW             | 980 MW              | 02.07.1973          | 08.10.1983             | 01.07.1984              | 2023                    |